# Webáruházbérlés
A webáruházbérlés (más néven: webshopbérlés, e-shop-bérlés) egy olyan folyamat, amely során egy termékek vagy szolgáltatások értékesítésével foglalkozó weblapot veszünk bérbe egy külső szolgáltatótól, egy úgynevezett webshoprendszer keretein belül. Ez a fajta webáruház-nyitási mód a legelterjedtebb az egyedi fejlesztésű webáruházak mellett.

## Folyamata
A webáruházbérlés folyamata rendkívül egyszerű. Az általunk kiválasztott webshoprendszer weboldalán történő, csupán az alapvető adatokat (saját név, webáruház neve, e-mail-cím, jelszó) igénylő, gyors regisztráció után a legtöbb esetben díjmentesen hozzá is kezdhetünk webáruházunk felépítésének. A webshoprendszerek túlnyomó többségében ugyanis meghatározott ideig (általában 14-15 napig) ingyenesen kipróbálhatóak a webáruházrendszer szolgáltatásai, vagyis tesztelhetjük, hogy milyen funkciókat használhatunk majd, illetve milyen lehetőségeink lesznek, ha a próbaidőszak lejárta után szerződést kötünk az adott webshoprendszerrel. Ha elégedettek vagyunk, és letesszük voksunkat egy adott szolgáltató mellett, a következő feladatunk a számunkra legmegfelelőbb díjcsomag kiválasztása, melynek során mérlegelnünk kell, hogy melyek azok a funkciók és szolgáltatások, amelyekre szükségünk van, és ezeket melyik csomag tartalmazza.

## Előnyei az egyedi fejlesztésekkel szemben
A webshoprendszereken keresztül bérelhető webáruházak az esetek többségében sokkal színvonalasabbak, biztonságosabbak és sikeresebbek is, mint a saját fejlesztésű webshopok. Ennek az az oka, hogy a bérelhető webáruházakat fejlesztő cégeknél összpontosul a témához elengedhetetlen szaktudás, valamint a visszajelzések, a fejlesztési igények és azok megválaszolása is intenzívebb, mint az egyedi megoldások esetében. Ha ez a szaktudás és folyamatos fejlesztés nincs jelen egy saját fejlesztésű webáruháznál, akkor hosszú távon vagy akár egyáltalán nem lehet sikeresebb, mint a bérelt megoldás.
A webáruházbérlés további előnye, hogy ez a legkisebb kockázattal járó formája a webáruháznyitásnak, hiszen a bérelt webshopok nagyságrendekkel alacsonyabb befektetést igényelnek, mint az egyedi fejlesztések, emellett ugyanolyan vagy akár jobb eredményeket is hozhatnak. Ezen felül jóval könnyebben kezelhetőek a frontend-módosítást segítő modulokkal, így aki webáruház indításán gondolkodik, de óvatos, annak ez a legjobb megoldás.